# Онуа-Эмери
Онуа́-Эмери́ (фр. Aulnoye-Aymeries) — коммуна во Франции, регион О-де-Франс, департамент Нор, центр одноименного кантона, в 75 км от Лилля, на левом берегу реки Самбра.
Население (2014) — 8 911 чел.

## Экономика
Структура занятости населения:
- сельское хозяйство — 0,3 %
- промышленность — 28,4 %
- строительство — 6,0 %
- торговля, транспорт и сфера услуг — 35,7 %
- государственные и муниципальные службы — 29,7 %

Уровень безработицы (2013) — 21,7 % (Франция в целом — 12,8 %, департамент Нор — 17,2 %). 

Среднегодовой доход на 1 человека, евро (2013) — 16 414 (Франция в целом — 25 140, департамент Нор — 18 575).

## Администрация
Администрацию Ольнуа-Эмери с 1995 года возглавляет коммунист Бернар Боду (Bernard Baudoux), член Совета департамента Нор от кантона Ольнуа-Эмери. На муниципальных выборах 2014 года возглавляемый им коммунистический блок одержал победу во 2-м туре, получив 50,16 % голосов и опередив три других блока.

## Демография
Динамика численности населения, чел.

## Города-побратимы
- Кведлинбург, Германия (1961)